# Italienische Snooker-Meisterschaft
Die italienische Snooker-Meisterschaft ist ein von der Federazione Italiana Biliardo Sportivo ausgetragenes Turnier zur Ermittlung des nationalen Meisters Italiens im Snooker.

## Geschichte
Das Turnier fand erstmals 2015 in Mailand parallel zur 5-Kegel-Billard-Weltmeisterschaft statt. Austragender Verband ist die Federazione Italiana Biliardo Sportivo. In den ersten vier Jahren gab es nur Titelgewinner, die zum ersten Mal italienischer Meister wurden. Meist war es für sie jeweils auch die erste Finalteilnahme beim Turnier, nur der Sieger von 2016, Gianmarco Tonini, hatte im Vorjahr bereits das Finale erreicht. Mit Pierfrancesco Garzia gewann 2019 erstmals ein Spieler einen zweiten Meistertitel. Die Ausgabe 2020 musste wegen der COVID-19-Pandemie abgesagt werden. Bei der Rückkehr des Turnieres 2021 siegte mit Marco Palmieri erneut ein Spieler ohne vorherige Finalteilnahme. Von 2022 bis 2025 konnte Gianmarco Tonini jeweils das Finale erreichen und verlor dieses nur im Jahr 2023 gegen Muhammad Usama Zafar. Tonini ist mit insgesamt vier Titeln bei sechs Finalteilnahmen Rekordsieger des Turniers.
Neben der Hauptmeisterschaft gibt es seit 2017 auch noch Meisterschaften für Spieler auf niedrigeren Niveaus. Zusätzlich wird seit 2022 auch eine Meisterschaft der Senioren ausgespielt, hier ist Gianluca Manoli mit drei Titeln Rekordsieger.

## Sieger
| Jahr | Ort                                  | Sieger                               | Ergebnis                             | Finalist                             | Senioren          |
| ---- | ------------------------------------ | ------------------------------------ | ------------------------------------ | ------------------------------------ | ----------------- |
| 2015 | Mailand                              | Pietro Caperna                       | 6:4                                  | Gianmarco Tonini                     | nicht ausgetragen |
| 2016 | Trezzano sul Naviglio                | Gianmarco Tonini                     | 6:1                                  | Lino Rivara                          | nicht ausgetragen |
| 2017 | Turin                                | Massimiliano Sabetta                 | 7:4                                  | Gianmarco Luoni                      | nicht ausgetragen |
| 2018 | Trezzano sul Naviglio                | Pierfrancesco Garzia                 | 4:1                                  | Stefano Battelli                     | nicht ausgetragen |
| 2019 | Trezzano sul Naviglio                | Pierfrancesco Garzia                 | 5:4                                  | Valerio Grandi                       | nicht ausgetragen |
| 2020 | keine Austragung (COVID-19-Pandemie) | keine Austragung (COVID-19-Pandemie) | keine Austragung (COVID-19-Pandemie) | keine Austragung (COVID-19-Pandemie) | nicht ausgetragen |
| 2021 | Bozen                                | Marco Palmieri                       | 5:3                                  | Gianluca Manoli                      | nicht ausgetragen |
| 2022 | Trezzano sul Naviglio                | Gianmarco Tonini                     | 5:3                                  | Pierfrancesco Garzia                 | Gianluca Manoli   |
| 2023 | Turin                                | Muhammad Usama Zafar                 | 5:4                                  | Gianmarco Tonini                     | Gianluca Manoli   |
| 2024 | Perugia                              | Gianmarco Tonini                     | 5:0                                  | Giuseppe Maisano                     | Gianluca Manoli   |
| 2025 | Turin                                | Gianmarco Tonini                     | 5:4                                  | Gianluca Manoli                      | Giovanni Nicolò   |

## Rangliste der Herren
| Platz | Spieler              | Gold | Silber | Finalteilnahmen |
| ----- | -------------------- | ---- | ------ | --------------- |
| 1     | Gianmarco Tonini     | 4    | 2      | 6               |
| 2     | Pierfrancesco Garzia | 2    | 0      | 2               |
| 3     | Pietro Caperna       | 1    | 0      | 1               |
| 3     | Marco Palmieri       | 1    | 0      | 1               |
| 3     | Massimiliano Sabetta | 1    | 0      | 1               |
| 3     | Muhammad Usama Zafar | 1    | 0      | 1               |
| 7     | Gianluca Manoli      | 0    | 2      | 2               |
| 8     | Stefano Battelli     | 0    | 1      | 1               |
| 8     | Valerio Grandi       | 0    | 1      | 1               |
| 8     | Gianmarco Luoni      | 0    | 1      | 1               |
| 8     | Giuseppe Maisano     | 0    | 1      | 1               |
| 8     | Lino Rivara          | 0    | 1      | 1               |